# Canário Esporte Clube
O Canário Esporte Clube, ou simplesmente Canário, é uma agremiação esportiva fundada em 1990 e filiada à FAF em 1993.

## História
O clube foi fundado em 14 de outubro de 1990 e filiou-se a Federação Amapaense de Futebol em 1993. Nesse ano se sagrou-se Campeão do 2° Turno do Campeonato Amapaense de Futebol Amador ganhando do do Combatente, o que fez o clube disputar a final do Campeonato com o Lagoa, onde acabou perdendo,assim ficando com o vice-campeonato. Em 2003, chegou novamente a final do Campeonato Amapaense de Futebol Amador e disputou o título com o Renovação, ficando mais uma vez com o vice-campeonato. Em 2015 e 2016 conquistou o Torneio Cidade Macapá de Futebol de Areia. A equipe sempre disputou o Campeonato Amapaense de Futebol Amador, com exceção de 2019.
A equipe do Canário se filiou a CBF em 2024, podendo assim jogar campeonatos profissionais pela primeira vez na sua história. A equipe confirmou participação no Campeonato Amapaense de Futebol de 2024 - Série B, onde ganhará também uma verba de 50.000 reais por participar do torneio.

## Títulos

### Futebol de Areia
| MUNICIPAIS | MUNICIPAIS               | MUNICIPAIS | MUNICIPAIS  |
|            | Competição               | Títulos    | Temporadas  |
| ---------- | ------------------------ | ---------- | ----------- |
|            | Torneio Cidade de Macapá | 2          | 2015 e 2016 |